# Arnót
Arnót is een plaats (község) en gemeente in het Hongaarse comitaat Borsod-Abaúj-Zemplén. Arnót telt 2571 inwoners (2001).